# أنا زيجرس
أنا زيجرس (بالألمانية: Anna Seghers). هي كاتبة ألمانية. ولدت عام 1900 في ماينس، وماتت عام 1983 في برلين الشرقية. درست أنا زيجرس علوم اللغة وتاريخ الفن وحصلت على شهادة دكتوراة في عام 1924 برسالة عن الرسام الهولندي رمبرانت. وفي عام 1928 أصبحت عضوةً في الحزب الشيوعي الألماني. وفي عام 1933 اضطرت للهرب إلى فرنسا، وفي عام 1941 هربت إلى المكسيك. واشتركت في العديد من المؤتمرات المناهضة للفاشية. وفي عام 1947 عادت إلى برلين الشرقية، وتولت منصب رئيس اتحاد الكتاب الألمان في ألمانيا الديموقراطية.

## أعمالها
- ثورة الصيادين في سانت باربرا «Der Aufstand der Fischer von St. Barbara» (قصة 1928).
- الصليب السابع. رواية من ألمانيا أثناء حكم هتلر (1942) «Das siebte Kreuz. Roman aus Hitlerdeutschland»
- ترانزيت «Transit» (رواية ظهرت عام 1944 باللغة الإسبانية، ونشرت 1948 بالألمانية).
- الأموات يظلون شباباً «Die Toten Bleiben Jung» (رواية 1949).
- القرار «Die Entscheidung» (رواية 1959).
- الثقة «Das Vertrauen» (رواية 1968).

## روابط خارجية
- أنا زيجرس على موقع IMDb (الإنجليزية)
- أنا زيجرس على موقع الموسوعة البريطانية (الإنجليزية)
- أنا زيجرس على موقع مونزينجر (الألمانية)
- أنا زيجرس على موقع ألو سيني (الفرنسية)
- أنا زيجرس على موقع ميوزك برينز (الإنجليزية)
- أنا زيجرس على موقع أول موفي (الإنجليزية)
- أنا زيجرس على موقع قاعدة بيانات الأفلام السويدية (السويدية)
- أنا زيجرس على موقع ديسكوغز (الإنجليزية)
- أنا زيجرس على موقع قاعدة بيانات الفيلم (الإنجليزية)
- أنا زيجرس على موقع كينوبويسك (الروسية)